# Nova Gorica
Nova Gorica (pronuncia slovena [ˈnɔːva ɡɔˈriːʦa] ; letteralmente Nuova Gorizia; in friulano Gnove Gurize) è il principale insediamento, di 12 968 abitanti, della Slovenia appartenente alla regione statistica del Goriziano: ricade nel territorio del comune città di Nova Gorica (Mestna občina Nova Gorica) e ne è capoluogo comunale, rappresentando la controparte slovena di Gorizia, città posta sul confine tra l'Italia e la Slovenia.
È stata scelta per essere capitale europea della cultura nel 2025, in coppia con la confinante Gorizia, insieme a Chemnitz.

## Storia
Nova Gorica fu costituita allo scopo di ridare un baricentro amministrativo all'area territoriale circostante annessa alla Jugoslavia con il trattato di Parigi del 1947, in quanto veniva a mancare il ruolo naturale che era stato svolto dalla città di Gorizia, rimasta in territorio italiano. Lo sviluppo urbanistico e demografico fu rapido e notevole soprattutto negli anni cinquanta e sessanta con la realizzazione di vasti quartieri di edilizia popolare. 
Gorizia e Nova Gorica, in precedenza separate dal confine di stato italo-jugoslavo e poi italo-sloveno, sono di fatto unite dal 21 dicembre 2007, giorno in cui la Slovenia è entrata nell'area del trattato di Schengen, che ha comportato la definitiva caduta delle barriere doganali e la rimozione delle recinzioni alla frontiera. Le due città sono comunque molto diverse, essendo il centro sloveno praticamente privo di edifici storici: l'unico edificio di rilievo del centro cittadino è la stazione ferroviaria che è posta sulla linea transalpina. Dall'inizio del 2010, a coronamento di un percorso di riavvicinamento che dura da anni, i tre comuni confinanti di Nova Gorica, Gorizia e San Pietro-Vertoiba hanno siglato l'accordo di costituzione del GECT (Gruppo Europeo di Cooperazione Territoriale), per implementare e concordare più facilmente la collaborazione e lo sviluppo transfrontaliero.

## Monumenti e luoghi d'interesse
Nova Gorica è stata edificata integralmente a partire dal dopoguerra seguendo gli schemi architettonici dei quartieri popolari sovietici, con grandi palazzine in cemento a vista che hanno contribuito a creare un insediamento urbano freddo e anonimo.
Negli anni successivi all'indipendenza slovena sono sorti vari casinò, meta di molti giocatori italiani.
Nelle vicinanze sul colle della Castagnevizza (in sloveno Kostanjevica) sorge l'omonimo monastero francescano; nella cripta della chiesetta annessa al monastero sono custodite le tombe del re Carlo X di Francia e di alcuni dei suoi parenti.
Altri monumenti degni di menzione sono il ponte ferroviario di Salcano nel borgo omonimo subito a nord del centro, il santuario di Monte Santo ed il castello dei conti Coronini, posto su una collina ad est, nella frazione di Moncorona.

### Architetture religiose
- Monastero di Castagnevizza, costruito nel XVII secolo.
- Concattedrale del Divino Salvatore
- Basilica dell'Assunzione della Vergine del Monte Santo

### Architetture civili

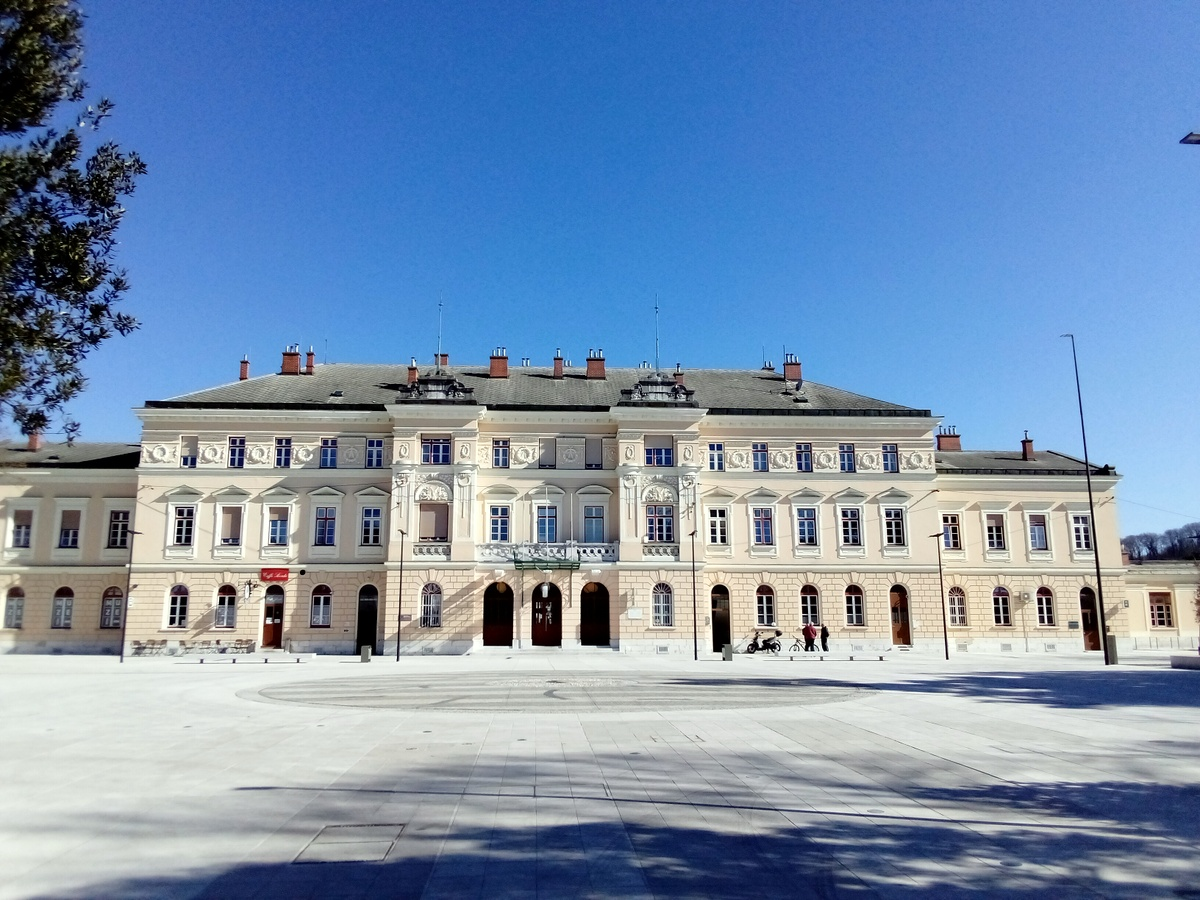
Piazza Transalpina e la stazione ferroviaria fotografati nel 2025

- Monumento a Edvard Rusjan, costruito nel 1960 e dedicato al pioniere dell'aviazione nell'Impero austro-ungarico.
- Piazza della Transalpina davanti alla Stazione ferroviaria di Nova Gorica, divisa dal 1947 tra Italia e Slovenia.
- Teatro Nazionale Sloveno di Nova Gorica
- Monumento ai costruttori di Nova Gorica, inaugurato nel 2008.
- Stazione ferroviaria di Nova Gorica, sulla ferrovia Jesenice-Trieste, costruita nel 1906.
- Ponte di Salcano, costruito nel 1906 durante il dominio austro-ungarico, fu distrutto durante la prima guerra mondiale e ricostruito nel 1927 sotto l'amministrazione del Regno d'Italia.

### Architetture militari
- Castello di Moncorona, costruito nel XVII secolo.

### Aree naturali
- Bosco Panovizza (gozd Panovec)
- Monte San Gabriele
- Monte Sabotino

## Società

### Etnie e minoranze straniere
La conoscenza della lingua italiana è molto diffusa, nonostante la minoranza italofona, autoctona e no, sia da tempo ridotta ai minimi termini e non sia stabilito alcun riconoscimento e tutela ufficiale per l'italiano (che è comunque insegnato come seconda lingua straniera in alcuni istituti superiori); secondo l'ultimo censimento le persone che si dichiarano di madrelingua italiana sono 98.
| %      | Ripartizione linguistica (gruppi principali) |
| ------ | -------------------------------------------- |
| 0,98%  | madrelingua bosniaca                         |
| 1,49%  | madrelingua croata                           |
| 0,27%  | madrelingua italiana                         |
| 2,13%  | madrelingua serbo-croata                     |
| 88,50% | madrelingua slovena                          |
| 2,10%  | madrelingua serba                            |

## Infrastrutture e trasporti
La città è servita dalla Stazione di Nova Gorica, posta sulla Ferrovia Transalpina (Jesenice-Trieste) e capolinea della linea Nova Gorica-Gorizia.

## Sport
Il ND Gorica è la massima associazione calcistica cittadina e milita nel campionato sloveno di calcio (Prva slovenska nogometna liga). Il KMN Gorica è la squadra di calcio a 5.
Lo stadio Športni Park, costruito nel 1947, è sede del ND Gorica. Ha una capienza di 3.066 posti ed è utilizzato nella 1. SNL.